# Río Lyutoga
El Lyutoga (en ruso: Лю́тога) es un río de la isla de Sajalín, el tercero por tamaño dentro de la isla. Fluye a través de los distritos de Jolmsk y Aniva del óblast de Sajalín. Comienza en la vertiente occidental de la cordillera Mitsulsky, que pertenece al sistema de montañas de Sajalín occidental. Fluye a lo largo de un amplio valle de norte a sur y desemboca en la bahía de Aniva del mar de Ojotsk. En la desembocadura del río se encuentra la ciudad de Aniva (en ruso: Ани́ва) (con una población de unos 8.100 habitantes), que antes de 1905 tenía el mismo nombre que el río. En las orillas del Lyutoga hay varios pueblos comparativamente grandes (de río arriba a río abajo): Pyatirechie (ruso: Пятире́чье) (unos 600), Chaplanovo (ruso: Чапла́ново) (unos 900), Ogon'ki (ruso: Огоньки́) (unos 400) y Petropavlovskoye (ruso: Петропа́вловское) (unos 400).
El Lyutoga tiene una longitud de 130 kilómetros y una cuenca hidrográfica de 1.530 kilómetros cuadrados. El río se alimenta principalmente del deshielo. La inclinación media es del 0,37%, la descarga media (cerca del pueblo de Ogon'ki) - 31,7 m³/s, siendo el caudal medio anual de aproximadamente 1 km³. La anchura cerca de la desembocadura es de 145 m. El nivel más alto del río suele observarse a finales de abril y el más bajo a mediados de septiembre. Desde principios de diciembre hasta mediados de abril el río está cubierto de hielo.
Los afluentes más grandes (entre paréntesis - longitud, km): derecha - Bystraya (Podgornaya) (42), Chipian (21), Kamenka (18), Ekran, Okulovka (17); izquierda: Tiobut (52), Bezymyanka (21), Chernozyomka (16), Naryan-Mar (16).